# Sphecodes hudsoni
Sphecodes hudsoni är en biart som beskrevs av Cockerell 1913. Sphecodes hudsoni ingår i släktet blodbin, och familjen vägbin. Inga underarter finns listade i Catalogue of Life.